# 笠寺駅

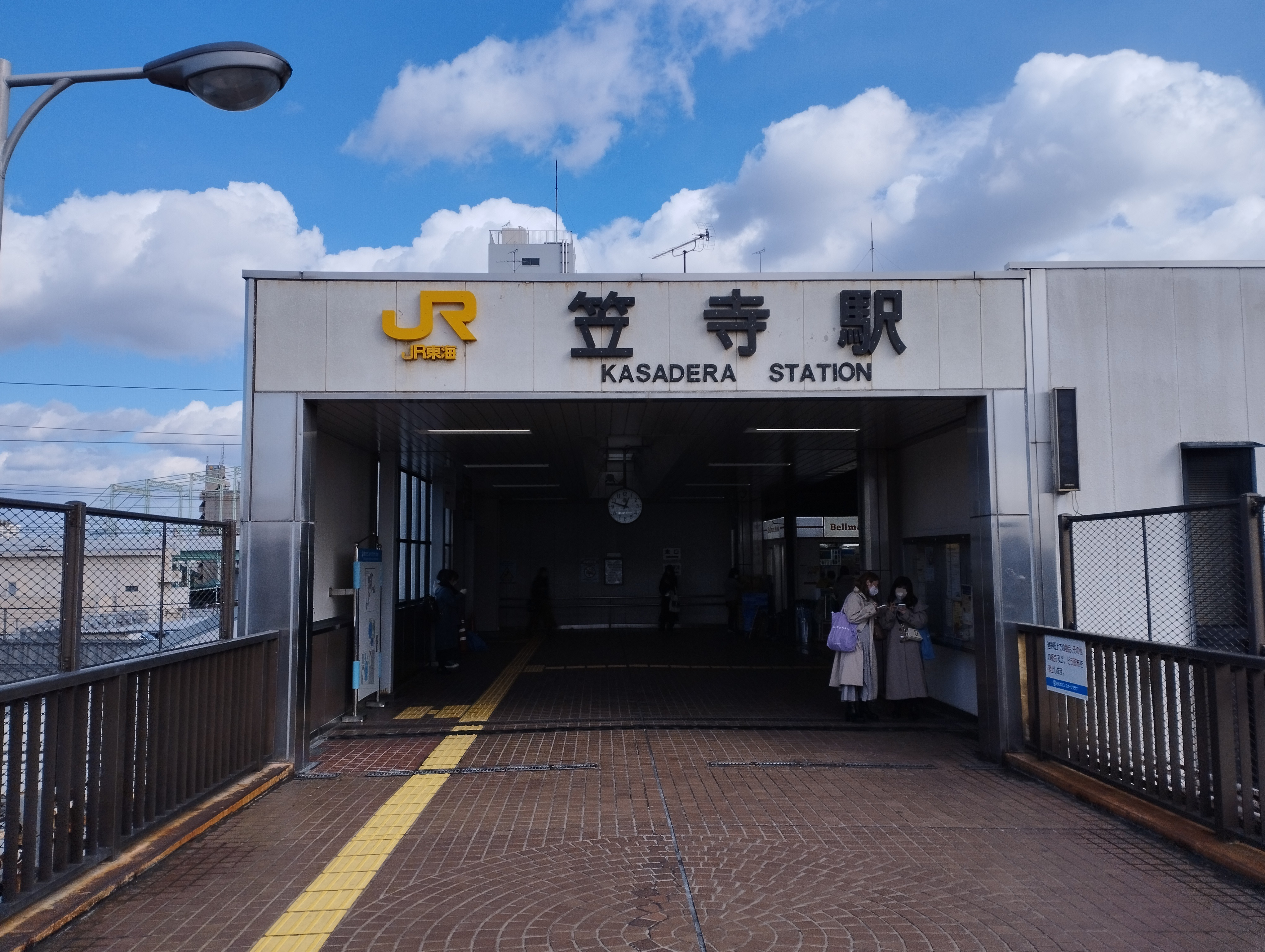
西口（2023年1月）

笠寺駅（かさでらえき）は、愛知県名古屋市南区立脇町2丁目にある、東海旅客鉄道（JR東海）・日本貨物鉄道（JR貨物）・名古屋臨海鉄道の駅である。駅番号はCA64。JR東海道本線。
JR東海・JR貨物の東海道本線と、名古屋臨海鉄道の貨物線である東港線が乗り入れる。旅客営業上は東海道本線単独駅の扱いを受ける。運行形態の詳細は「東海道線 (名古屋地区)」を参照。

## 歴史
1933年（昭和8年）頃より笠寺駅新設要望が出るようになり、地元土地整理組合による誘致運動へと発展した。その後、日中戦争勃発に伴い名古屋南部で稼働する軍需工場への輸送需要が高まったため、 1943年（昭和18年）に笠寺駅として新設された。戦時中は1日約4万人が当駅を利用した。なお、当駅の開業前は、名鉄豊橋線（現在の名古屋本線）の本笠寺駅が「笠寺駅」を名乗っていた。
終戦後も名古屋市南部の工業地帯における貨物輸送の拠点駅となり、昭和40年 - 50年代には当駅から八田貨物駅（仮称、後に名古屋貨物ターミナル駅として開設）に至る南方貨物線が建設が始まる。しかし、国鉄末期の改革の一環で建設は凍結され、未成線となった。
2023年3月現在、南区役所・南警察署・名古屋南郵便局の最寄駅であり、周辺には住宅の他に工場や物流倉庫も立ち並んでいる。また、日本ガイシスポーツプラザ（名古屋市総合体育館）への観客・利用者輸送の中心駅であり、大物アーティストのコンサート等のイベント開催時には名古屋方面へ臨時列車の運転、快速電車の臨時停車などが行われる。

### 年表
- 1942年（昭和17年）4月10日：笠寺仮信号場設置[4]。
- 1943年（昭和18年）6月1日：駅に昇格し笠寺駅開業[4]。
- 1944年（昭和19年）8月3日：名古屋市電笠寺延長線笠寺駅前電停開業。ただし駅前ではなく、前浜通交差点付近に存在した。
- 1945年（昭和20年）5月17日：名古屋大空襲により初代駅舎焼失。
- 1949年（昭和24年）2月：2代目の駅舎を建設。
- 1951年（昭和26年）：駅西側の用地買収が完了し、貨物取扱設備を新設[3]。
- 1962年（昭和37年）：コンテナ設備を新設[3]。
- 1964年（昭和39年）5月：東海道新幹線建設に伴い、3代目の駅舎に改築。
- 1965年（昭和40年）8月20日：名古屋臨海鉄道東港線が開業。
- 1966年（昭和41年）7月6日：自動車輸送基地開設。
- 1974年（昭和49年）4月1日：笠寺駅前電停廃止。
- 1980年（昭和55年）10月1日：自動車輸送基地廃止。
- 1981年（昭和56年）3月15日：専用線発着を除く車扱貨物の取り扱いを廃止[4]。
- 1986年（昭和61年）
  - 4月1日：みどりの窓口（民営化後の「JR全線きっぷうりば」）を設置[5]。
  - 11月1日：荷物の取り扱いを廃止[4]。
- 1987年（昭和62年）4月1日：国鉄分割民営化により東海旅客鉄道（JR東海）・日本貨物鉄道（JR貨物）が継承[4]。
- 1988年（昭和63年）4月8日：橋上駅舎を建設[6]。
- 1992年（平成4年）6月27日：自動改札機を導入[7]。
- 1996年（平成8年）頃：当駅発着の貨物列車が廃止される。
- 2006年（平成18年）11月25日：ICカード「TOICA」の利用が可能となる。

## 駅構造

### ホーム・配線
島式ホーム1面2線と単式ホーム2面2線、合計3面4線のホームを持つ地上駅である。ホームは単式ホームが島式ホームを挟むように配置され、中央の島式ホームが上下待避線となっている。なお昼間の待避線は旅客ホームとしては使われず貨物列車の待避が行われることがある。また、4番線の西側には貨物列車用の着発線が5本、仕分線（側線）が6本、保線車両の留置線（側線）が敷設されている。また東側には東海道新幹線が通る。

#### のりば
| 番線 | 路線          | 方向 | 行先             | 備考     |
| ---- | ------------- | ---- | ---------------- | -------- |
| 1    | CA 東海道本線 | 上り | 豊橋・大府方面   |          |
| 2    | CA 東海道本線 | 上り | 豊橋・大府方面   | 待避列車 |
| 3    | CA 東海道本線 | 下り | 名古屋・岐阜方面 | 待避列車 |
| 4    | CA 東海道本線 | 下り | 名古屋・岐阜方面 |          |

（出典：JR東海:駅構内図）

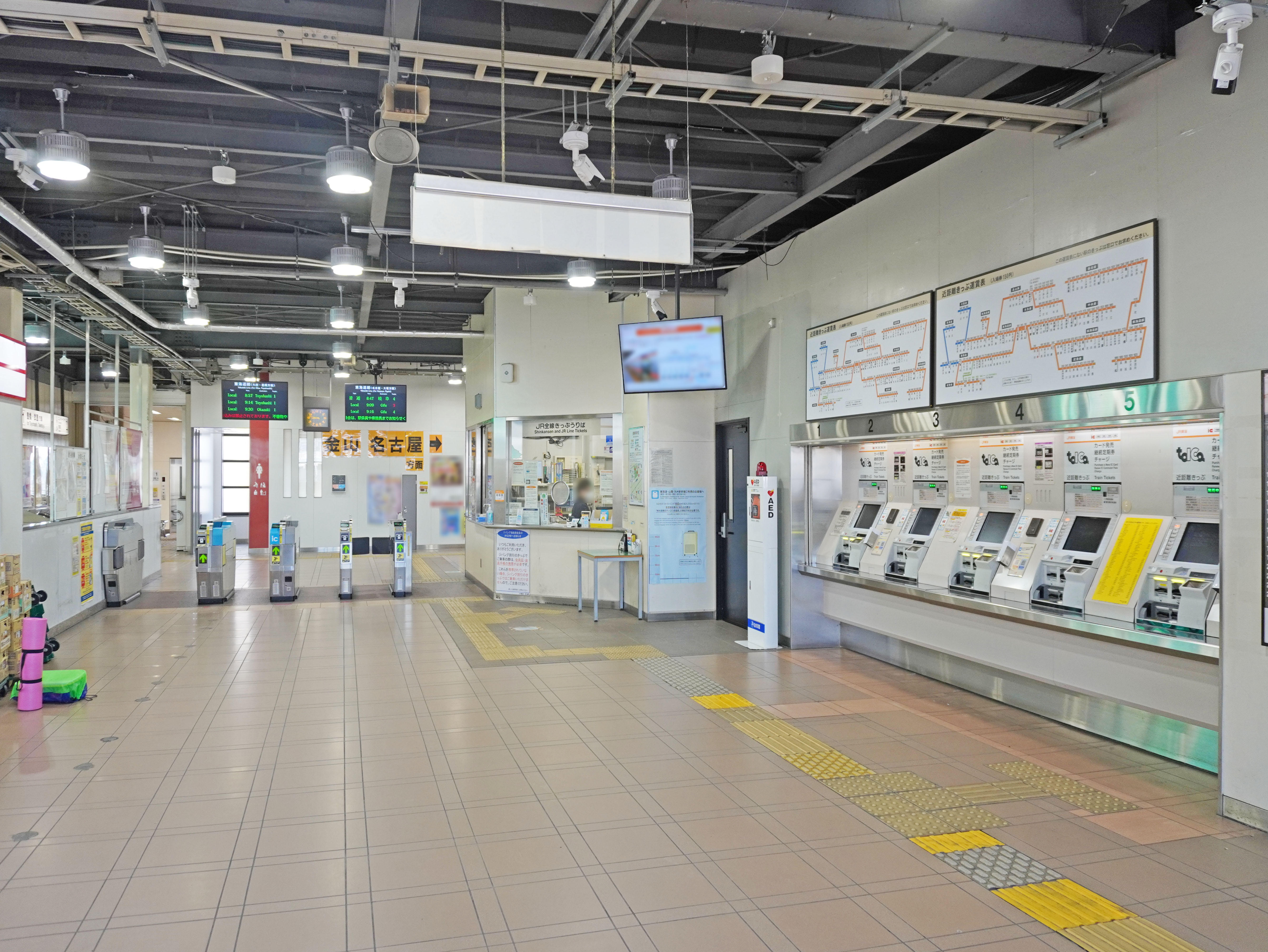
改札口（2022年11月）
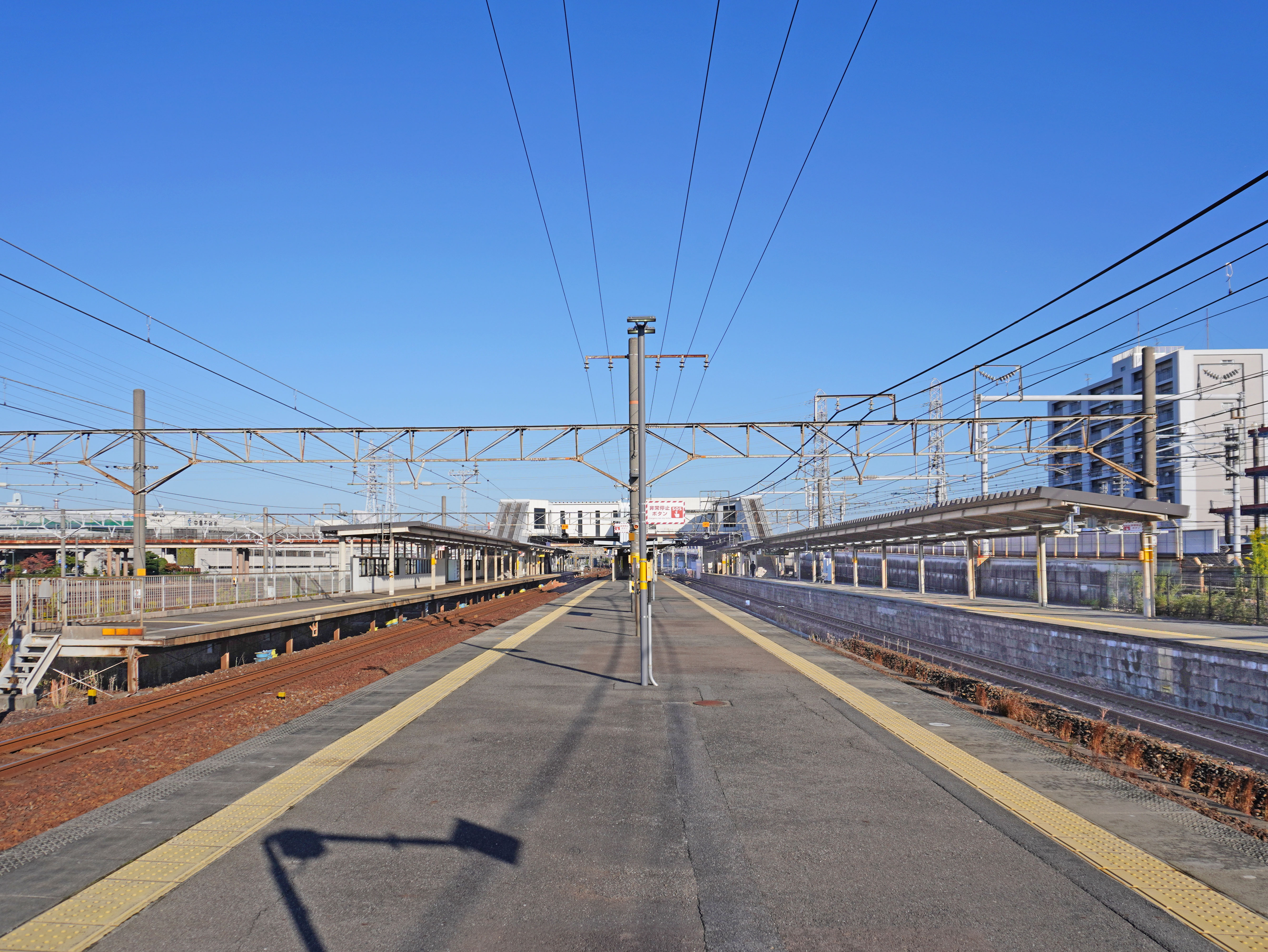
ホーム（2022年11月）
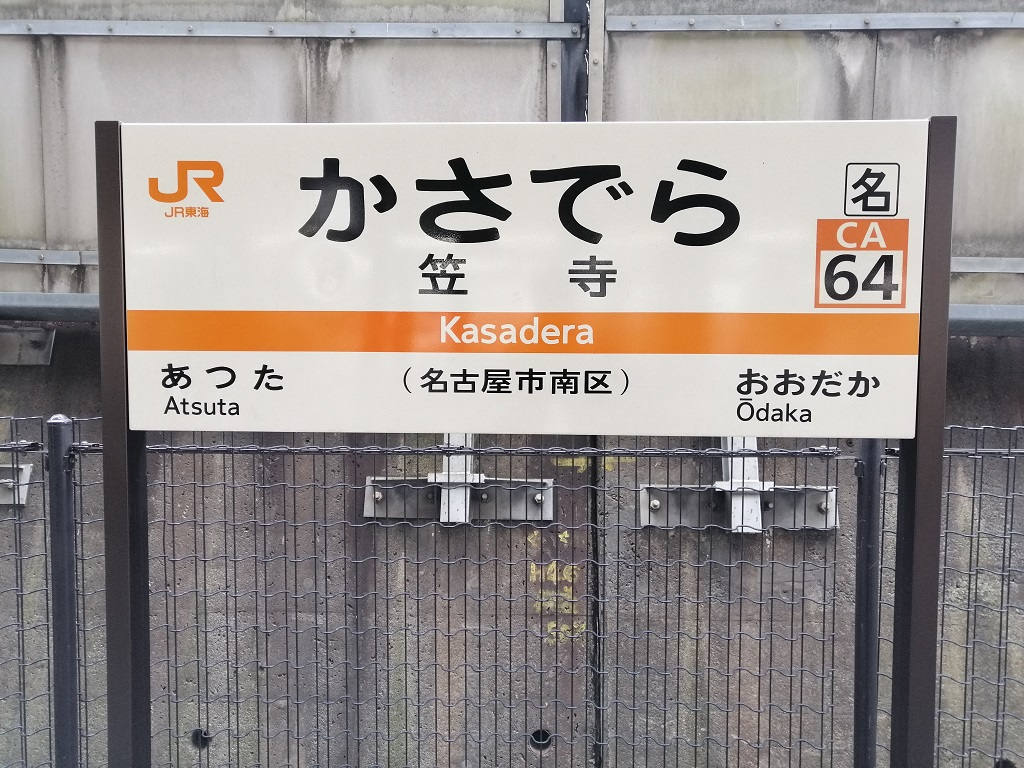
駅名標（2020年4月）

### 駅舎・施設
駅舎がホーム上空に設置された橋上駅である。駅舎とホームは階段で接続し、全ホームにおいてエレベーターが使用可能である。駅舎と地上を結ぶエレベーターは営業時間外は使用できない。駅舎内にはJR全線きっぷうりば、自動券売機（TOICA対応タッチパネル式）、自動精算機（TOICA非対応）ならびにTOICAチャージ機が設置されている。業務委託駅であり、旅客に関する業務はJR東海交通事業の社員が担当する。管理駅は大府駅である。
また、ペデストリアンデッキによって駅舎と名古屋市総合体育館の各建物が結ばれている。

## 列車ダイヤなど
基本的に1時間に4本運転される普通列車のみの停車であるが、近くに南区役所や日本ガイシホール（旧・レインボーホール）などがあり利用者は両隣の熱田駅・大高駅より多く、日本ガイシホールでのイベント時には臨時に新快速や快速も停車する。2024年（令和6年）3月現在、名古屋方面から当駅終着の普通列車が平日・土休日に1本ずつ設定されている。2009年（平成21年）3月までは、2番線から当駅始発の名古屋方面行き列車が設定されていた。2009年（平成21年）3月13日まで停車していた下り「ムーンライトながら」は、4番線ホームが8両分の有効長しかないため、3番線（副本線）に発着していた。
日本ガイシホールでのイベント終了時には名古屋方面の混雑を緩和するため、臨時停車の快速が4番線に発着する。

## 貨物取扱
1981年（昭和56年）まで一般向けの車扱貨物を、1996年（平成8年）まで専用線発着の車扱貨物を取り扱っていたが廃止され、現在は臨時車扱貨物のみを取り扱っている。当駅で荷役作業を行う貨物列車は無く、荷役設備や専用線は存在しない。
かつては鉄道貨物輸送の拠点駅の一つであり、駅西側に有蓋車用貨物ホームや車運車用自動車荷役ホームが存在した。また、大同特殊鋼星崎工場や三井東圧化学（現在の三井化学）名古屋工場、住友セメント（現在の住友大阪セメント）サービスステーション、帝人名古屋工場へ続く専用線があった。
なお名古屋臨海鉄道に継走する貨物列車の発着があり、機関車交換も行われている。

## 利用状況
2018年度（平成30年度）の乗車人員は合計2,826,114人であり、1日あたりの乗車人員は7,743人と算出できる。乗車人員は、名古屋市内にあるJR東海の13駅の中では6番目に多い。

## 駅周辺

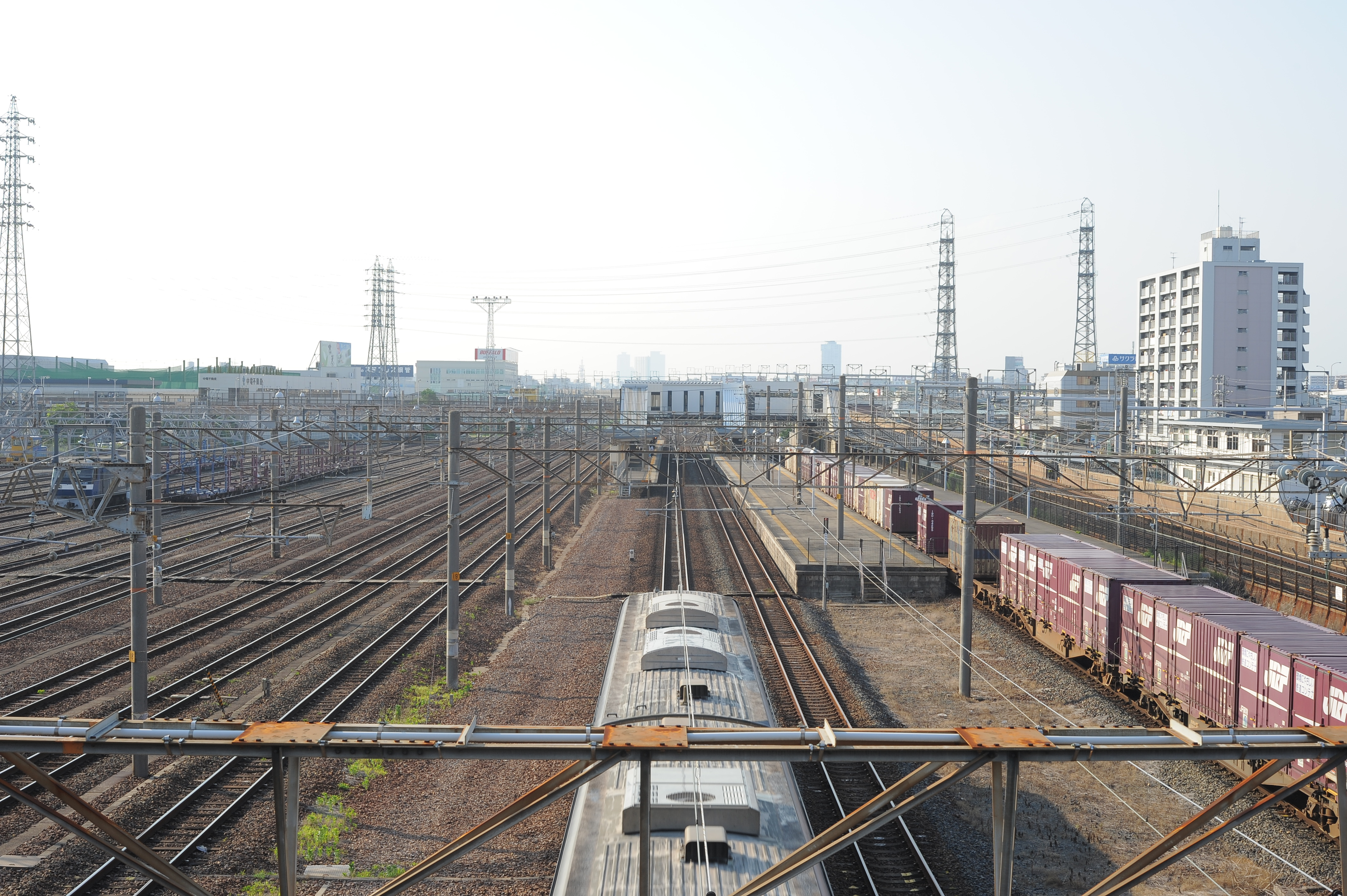
名古屋市道名古屋環状線（通称：環状線）より（2012年6月）

- 日本ガイシスポーツプラザ（名古屋市総合体育館）
  - 日本ガイシホール[1]（レインボーホール）
  - 日本ガイシアリーナ（レインボーアイスアリーナ・レインボープール）
  - 日本ガイシフォーラム（サン笠寺）
- 笠寺病院
- 名古屋市スポーツ振興会館
- 名古屋市南区役所
- 名古屋市南保健センター
- 名古屋市南土木事務所
- 愛知県南警察署
- 名古屋南郵便局
- 日本年金機構 笠寺年金事務所
- コノミヤ 笠寺店
- あいち銀行 笠寺支店・笠寺中央支店
- 岡崎信用金庫 笠寺支店
- 名古屋笠寺ホテル・湯〜とぴあ宝
- 愛知県立名古屋南高等学校
- 国道1号
- 名四国道（国道23号）
- 環状線（名古屋市道名古屋環状線）
- 名古屋高速3号大高線
- 名鉄名古屋本線 本笠寺駅

## バス路線
「笠寺駅」停留所にて、名古屋市営バス（市バス）が運行する以下の路線バスが発着する。
- 基幹1：栄
- 神宮16・南巡回：神宮東門（右回り・左回り）
- 新瑞13：鳴尾車庫・新瑞橋（右回り・左回り）
- 臨時：笠寺西門・大須方面 ※節分時に運行

## 隣の駅
東海旅客鉄道（JR東海）
CA 東海道本線
■特別快速・■新快速・■快速・■区間快速
通過（日本ガイシホールのイベント時には一部の快速系列車の臨時停車あり）
■普通
大高駅 (CA63) - 笠寺駅 (CA64) - 熱田駅 (CA65)
名古屋臨海鉄道
東港線
笠寺駅 - 東港駅